# Batukamma
Batukamma, Bodemma (telugu బతుకమ్మ) – święto wiosny obchodzone przez kobiety w regionie Telangana w indyjskim stanie Andhra Pradesh. Wypada na przełomie września i października, trwa 7 dni i kończy się na dwa dni przed innym świętem, Dasara, nazywanym tu Durgasztami.
Nazwa święta pochodzi od słów w telugu: batuku („życie”) i amma („matka”) i jest związane z kultem bogini Gauri, personifikacji kobiecości.

## Zwyczaje
Symbolem święta jest specjalna aranżacja z kwiatów, składająca się z siedmiu koncentrycznych warstw, całość ma kształt stożka
Używa się do niej polnych kwiatów, kwitnących o tej porze roku: gunuka, tangedi, lotos, alli, katla, teku. Kwiaty zbierane są przez mężczyzn, natomiast kobiety zajmują się ich układaniem na specjalnej tacy zwanej tambalamu. Na szczycie stożka zawsze musi się znajdować kwiat dyni. Wieczorem kobiety tańczą i śpiewają wokół kompozycji z kwiatów, również zwanych batukamma.